# Carlton Record Corporation

Erste Carlton-Single (1958)

Carlton Record Corporation war eine New Yorker Plattenfirma, die zwischen 1958 und 1961 Popmusik veröffentlichte. 

## Geschichte
Im Oktober 1957 gründete Joe Carlton, der ehemalige Manager der Plattenfirma RCA  Records, seine eigene Plattenfirma, die er nach seinem Familiennamen „Carlton Record Corporation“ nannte. Während ihrer vierjährigen Produktionsphase produzierte die Firma ausschließlich Popmusik von Rock ’n’ Roll bis Easy Listening. Die Katalognummern der Single-Veröffentlichungen reichen von 450 bis 605, die Nummerierung der Langspielplatten begann mit 100 und endete bei 146. Die erste Single wurde im Februar 1958 mit dem unbekannten Sänger Tommy Frederick auf den Markt gebracht. Schon im Mai 1958 notierte das US-Musikmagazin Billbord die erste Carlton-Platte in den Hot 100. Der Titel Leroy von Jack Scott schaffte es bis auf den elften Platz. Scott war von ABC-Paramount zu Carlton gewechselt und wurde mit neun Hot-100-Notierungen zum erfolgreichsten Interpreten des Labels. Ihre Plattenkarriere begann Anita Bryant bei Carlton. Ihre erste Single kam im Mai 1959 heraus, ihr erster Hot-100-Titel Six Boys and Seven Girls (Rang 62) erschien auf ihrer zweiten Single im September 1959. Sie schaffte es mit acht Carlton-Titeln in die Charts, von denen Paper Roses mit Platz fünf am erfolgreichsten war. 
Den Instrumental-Part bei Carlton übernahm das Orchester Monty Kelly, das mit Summer Set auf Platz 30 ebenfalls einen Hot-100-Erfolg zu verzeichnen hatte. Auch der erst viel später erfolgreiche Countrysänger Kenny Rogers veröffentlichte 1958 einige seiner ersten Platten bei Carlton, ohne Erfolg. Die letzten Hot-100-Interpreten war die Girlgroup The Chantels, die 1961 mit zwei Titeln die Plätze 14 und 29 belegten. Mit über 20 Notierungen in den Hot 100 zählte Carlton Records zu den erfolgreichen Plattenfirmen zwischen 1958 und 1964. Nach über 150 Singles, mehrerer EPs und über 140 Langspielplatten stellte die Firma 1964 die Produktion ein.

## Titel in den Hot 100
| Eintritt | Titel                            | Interpreten  | Katalog-Nr. | Platz |
| -------- | -------------------------------- | ------------ | ----------- | ----- |
| 05/1958  | Leroy                            | Jack Scott   | 462         | 11.   |
| 06/1958  | My True Love                     | Jack Scott   | 462         | 03.   |
| 09/1958  | With Your Love                   | Jack Scott   | 483         | 28.   |
| 10/1958  | Geraldine                        | Jack Scott   | 483         | 96.   |
| 12/1958  | Goodbye Baby                     | Jack Scott   | 493         | 08.   |
| 12/1958  | Save My Soul                     | Jack Scott   | 493         | 73.   |
| 04/1958  | I Can’t Sit Down                 | Marie & Rex  | 502         | 94.   |
| 04/1959  | I Never Felt Like This           | Jack Scott   | 504         | 78.   |
| 04/1959  | Lonely for You                   | Gary Stites  | 508         | 24.   |
| 06/1959  | The Way I Walk                   | Jack Scott   | 514         | 35.   |
| 07/1959  | A Girl Like You                  | Gary Stites  | 516         | 80.   |
| 09/1959  | Six Boys and Seven Girls         | Anita Bryant | 518         | 62.   |
| 10/1959  | There Comes a Time               | Jack Scott   | 519         | 71.   |
| 11/1959  | Starry Eyed                      | Gary Stites  | 521         | 77.   |
| 12/1959  | Promise Me a Rose                | Anita Bryant | 523         | 78.   |
| 12/1959  | Do-Re-Mi                         | Anita Bryant | 523         | 94.   |
| 02/1960  | Lawdy Miss Clawdy                | Gary Stites  | 525         | 47.   |
| 03/1990  | Summer Set                       | Monty Kelly  | 527         | 30.   |
| 04/1960  | Paper Roses                      | Anita Bryant | 528         | 05.   |
| 07/1960  | In My Little Corner of the World | Anita Bryant | 530         | 10.   |
| 10/1960  | One of the Lucky Ones            | Anita Bryant | 535         | 62.   |
| 02/1961  | A Texan and a Girl from Mexico   | Anita Bryant | 538         | 85.   |
| 04/1961  | The Charanga                     | Merv Griffin | 545         | 69.   |
| 05/1961  | I Can't Do It by Myself          | Anita Bryant | 547         | 87.   |
| 08/1961  | Look in My Eyes                  | The Chantels | 555         | 14.   |
| 11/1961  | Well I Told You                  | The Chantels | 564         | 29.   |

## Interpreten mit den meisten Singles
- Anita Bryant (11)
- Jack Scott (5)
- Gary Stites (5)
- Paul Evans (4)
- Merv Griffin (4)
- Val Jean (4)
- The Chantels (3)
- Monty Kelly (3)
- Danny Peppermint (3)
- Kenny Rogers (3)
- Don Rondo (3)

## Langspielplatten (Auswahl)
| Interpreten  | Titel                                   | Katalog-Nr. | Jahr |
| ------------ | --------------------------------------- | ----------- | ---- |
| Jack Scott   | Jack Scott                              | 12/107      | 1958 |
| Monty Kelly  | Porgy and Bess Stereorchestrations      | 12/111      | 1959 |
| Anita Bryant | Anita Bryant                            | 12/118      | 1959 |
| Gary Stites  | Lonely for You                          | 12/120      | 1960 |
| Jack Scott   | What Am I Living For!                   | 12/122      | 1960 |
| Monty Kelly  | Summer Set                              | 12/123      | 1960 |
| Anita Bryant | Hear Anita Bryant in Your Home Tonight! | 12/127      | 1961 |
| Paul Evans   | Hear Paul Evans in Your Home Tonight!   | 12/129      | 1961 |
| Anita Bryant | In My Little Corner of the World        | 12/132      | 1961 |
| Merv Griffin | Merv Griffin's Dance Party              | 12/134      | 1961 |